# Stadion Szachtior w Karagandzie
Stadion Szachtior – wielofunkcyjny stadion w Karagandzie, w Kazachstanie. Został wybudowany w 1958 roku, w miejsce dawnego stadionu Dinamo, otwartego w roku 1947. Swoje mecze rozgrywa na nim drużyna Szachtior Karaganda. Obiekt może pomieścić 20 000 widzów.